# 栗原嘉名芽
栗原 嘉名芽（くりはら かなめ、1899年2月16日 - 1990年5月1日）は、日本の音響学者。
東京出身。東京帝国大学理学部物理学科卒業。東京高等商船学校教授。日本大学教授。東京学芸大学教授。日本女子大学文学部国文科教授。聖徳学園短期大学教授、同名誉教授。歌人として『青影』同人。日本科学協会顧問。

## 著書
- 『建築に関する音の科学と芸術』岩波書店 1929
- 『水波』鉄塔書院 鉄塔科学叢書 1933
- 『一絃琴 随筆』古今書院 1937
- 『音響学序説』共立社 1939
- 『音の四季』羽田書店 生活の科学新書 1941
- 『落下・上昇・浮游の諸現象』河出書房 科学新書 1941
- 『音のさまざま』中央公論社 ともだち文庫 1943
- 『音楽と音響 音響学の手引』栗原かな芽 河出書房 音楽文庫教育篇 1947
- 『波の発見 新科学読本』山本泉絵 ローラン社 1948
- 『音の研究 正雄君の日記』山本泉絵 広島図書 銀の鈴文庫 社会科学篇 1949
- 『科学のめがね 波の世界・粒の世界』ジープ社 1950
- 『エネルギーの原理と生活』学芸図書 科学知識文庫 1951
- 『音と光』学芸図書 科学知識文庫 1952
- 『音の世界』山本泉等絵 講談社の学習図鑑 1955
- 『子供の音響学』誠文堂新光社 ぼくらの科学文庫 1957

### 共著
- 『音響学』石本巳四雄共著 共立社書店 1930
- 『音響実験及び測定法』小幡重一共著 河出書房 1942
- 『新制高等物理』脇本栄治,杉田広宣,橋本与平,宮本九一郎共著 実業教科書 1949

### 翻訳
- エロイテロプロス『自然哲学の基礎』興学会出版部 1928
- サー・ウイリアム・ブラッグ『音の世界』創元社 創元科学叢書 1941

## 注
1. ↑  『現代日本人名録』1987年